# پیامبر مهین

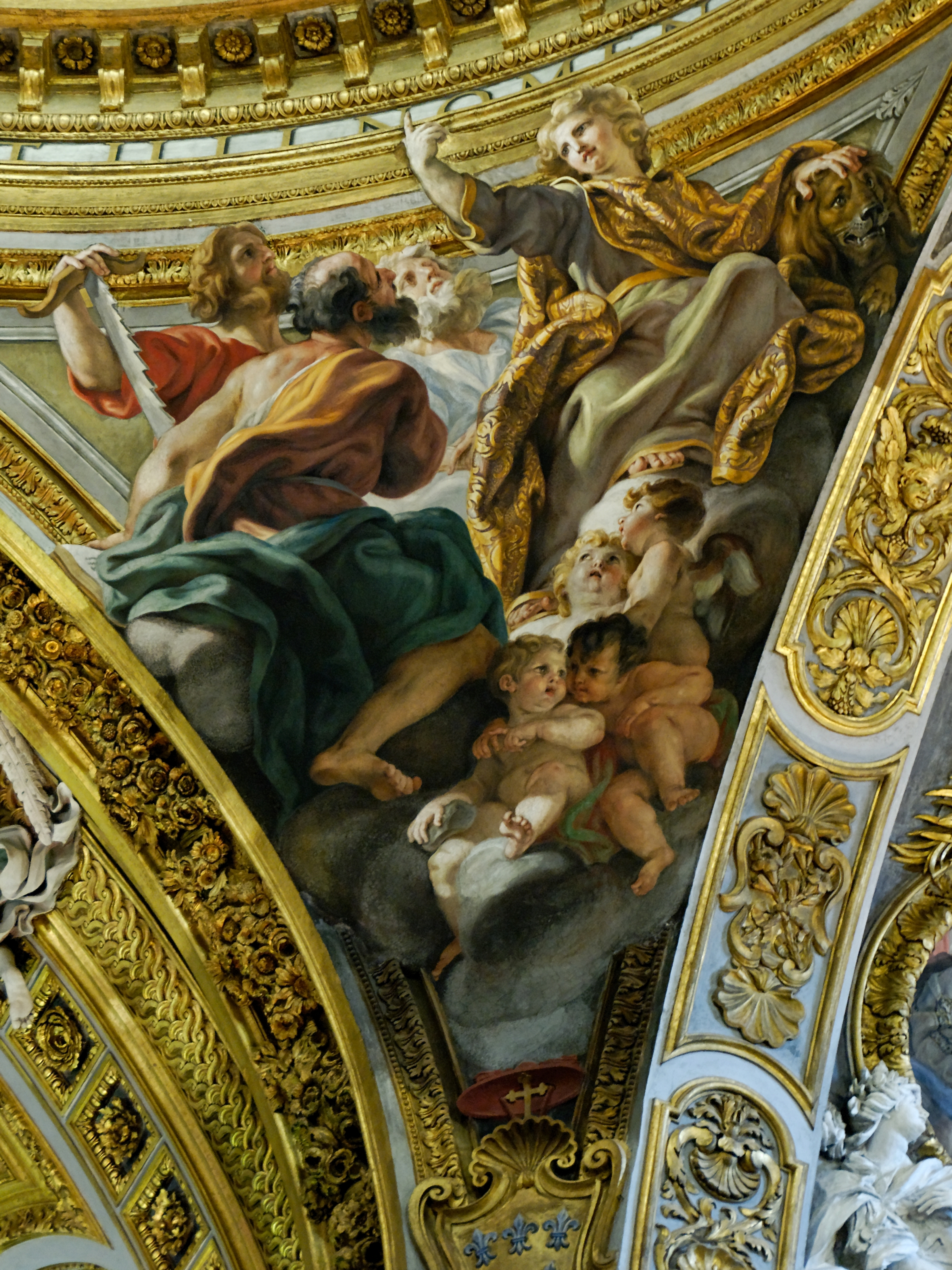
تندیس دانیال, حزقیال, ارمیا و اشعیا در کلیسای عیسی

پیامبر مهین در کتاب مقدس بخش بزرگی از کتابهای پیامبران مسیحی در عهد عتیق است. واژه مهین بمعنای بزرگی و طولانی بودن متن هر کتاب است و ارتباطی با اولوالعزم بودن یا اهتمام پیامبران نگارنده ندارد.
این کتابها در مسیحیت شامل موارد زیر است:
- کتاب اشعیا
- کتابهای نگارش شده توسط ارمیا:
  - کتاب ارمیا
  - کتاب مراثی (در مکتوبات بخشی از تنخ)
  - کتاب باروخ (در انجیل پروتستان وجود ندارد)
    - رسایل ارمیا
- کتاب حزقیال
- کتاب دانیال

کتاب مقدس عبری این گروهبندی را نداشته و نیز شامل کتاب باروخ نمی‌شود.